# 4,4′-Sulfonyldibenzoesäure
4,4′-Sulfonyldibenzoesäure (H2SDBA) ist eine chemische Verbindung. Im deprotonierten Zustand ist sie ein typisches Beispiel für einen halbstarren v-förmigen Dicarboxylatliganden.

## Eigenschaften

### Physikalische Eigenschaften

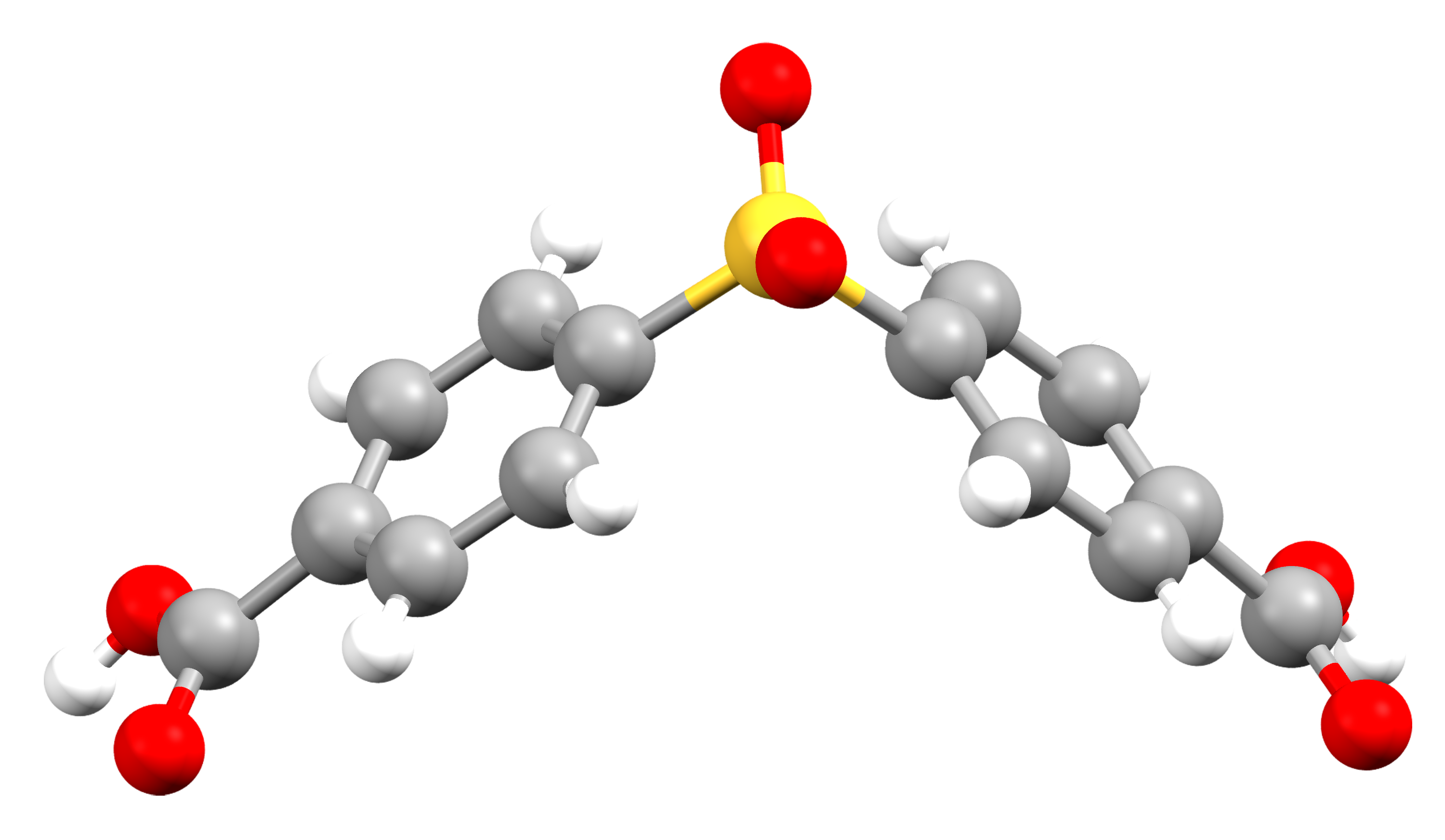
4,4′-Sulfonyldibenzoesäure in 3D-Darstellung (aus der .cif-Datei erstellt)

H2SDBA kristallisiert im monoklinen Kristallsystem in der Raumgruppe P21/m (Raumgruppen-Nr. 11).

### Chemische Eigenschaften
Liegt H2SDBA deprotoniert als SDBA2− (kurz: SDBA) vor handelt es sich um einen vielseitigen Liganden für die Konstruktion metallorganischer Verbindungen, da es sechs potentielle Donoratome besitzt, die die Bildung variabler Strukturen mit unterschiedlichen Topologien und Dimensionen in verschiedenen Richtungen ermöglichen.

## Verwendung
Als Linkermolekül findet SDBA Anwendung in der Synthese neuer metall-organischer Gerüstverbindungen. So zeigt beispielsweise der MOF IITKGP-6 eine gute Wasserbeständigkeit und eine hohe Adsorptionsfähigkeit für Kohlenstoffdioxid, was ihn für die Gastrennung interessant macht.
Es kann auch zur Synthese von Polymeren eingesetzt werden.

## Sicherheitshinweise
Beim Arbeiten mit H2SDBA ist ein Atemschutz zu tragen, um keine feinen Stäube einzuatmen. Weitere persönliche Schutzkleidung wie Nitril-Handschuhe, Kittel und Schutzbrille sind ebenfalls zu tragen.